# مايكل ستونبريكر
مايكل ستونبريكر (بالإنجليزية: Michael Stonebraker)‏ (ولد في 11 أكتوبر 1943) باحث في علم الحاسوب مختص في قواعد البيانات. بدأ أبحاثه في جامعة كاليفورنيا في بيركيلي في السبعينيات. واشتهر ميخائيل بإشرافه على المشروع بوستجري إس كيو إل. حصل على جائزة تورنغ في عام 2014.

## روابط خارجية
- ميخائيل ستونبراكر على موقع الموسوعة البريطانية (الإنجليزية)